# HD 79735
HD 79735，又名CD-42 5086，SAO 220978、HR 3674，是一颗恒星，视星等为5.25，位于銀經266.58，銀緯3.81，其B1900.0坐标为赤經9h 10m 40.5s，赤緯-42° 3.81′ 47″。